# Negros Island (vùng)
Vùng Negros Island (tiếng Anh: Negros Island Region, viết tắt NIR) là một vùng hành chính của Philippines. Vùng này gồm hai đảo chính là Negros và Siquijor, và có ba tỉnh: Negros Occidental, Negros Oriental và Siquijor, cùng thành phố Bacolod. Trung tâm của vùng là Bacolod và Dumaguete.
Vùng được thành lập lần đầu tiên vào ngày 29 tháng 5 năm 2015 và chỉ gồm đảo Negros, nhưng bị bãi bỏ vào năm 2017. Vùng được tái lập vào ngày 11 tháng 6 năm 2024, và có thêm đảo Siquijor.

## Địa lý
Vùng Negros Island gồm đảo: Negros (có hai tỉnh Negros Occidental và Negros Oriental) và Siquijor. Hai đảo này có tổng diện tích 13.525,56 km². Các vùng biển xung quanh: Eo biển Guimaras ở phía tây, biển Visayas ở phía bắc, eo biển Tañon ở phía đông, biển Bohol ở phía đông nam, và biển Sulu ở phía nam. Vùng có những đồng bằng và những dãy núi lớn trên cả hai đảo.
Negros là đảo lớn thứ hai ở Visayas, sau Samar, có diện tích 13.309,60 km². Đảo này chủ yếu có nguồn gốc núi lửa, nên thích hợp cho nông nghiệp. Các đồng bằng bằng phẳng trên đảo có nhiều đồn điền mía quy mô lớn, và đảo có tiếng về sản xuất mía đường trong nước. Những ngọn núi ở phần trung tâm chia đôi đảo về mặt chính trị và ngôn ngữ: nửa phía tây nói tiếng Hiligaynon và nửa phía đông nói tiếng Cebuano. Kanlaon là điểm cao nhất trên đảo và là một trong những ngọn núi lửa hoạt động mạnh nhất ở Philippines, có đỉnh núi nằm ở độ cao 2.465 m so với mực nước biển. Đây cũng là đỉnh cao nhất trong nhóm đảo Visayas. Các đỉnh núi cao khác bao gồm Mandalagan (1.885 m) và Talinis (1.903 m). Có các hồ ở phần nội địa của đảo như hồ đôi Balinsasayao và Danao. Các khu vực ven biển của đảo có những bãi biển và một số đảo nhỏ như đảo Apo. Vùng núi của công viên tự nhiên Bắc Negros có rừng bao phủ phần lớn, đây là một khu vực được bảo vệ của đất nước.
Đảo Siquijor nằm ở phía đông nam của tỉnh Negros Oriental. Đây là đảo nhỏ thứ ba trong nước, có diện tích 343,5 km². Núi Malabahoc có độ cao 628 m so với mực nước biển là điểm cao nhất trên đảo. Có thể tìm thấy các thềm biển ở San Juan, cũng như hóa thạch của loài trai khổng lồ tridacna trên các cánh đồng vùng nội địa trên đảo.

## Hành chính

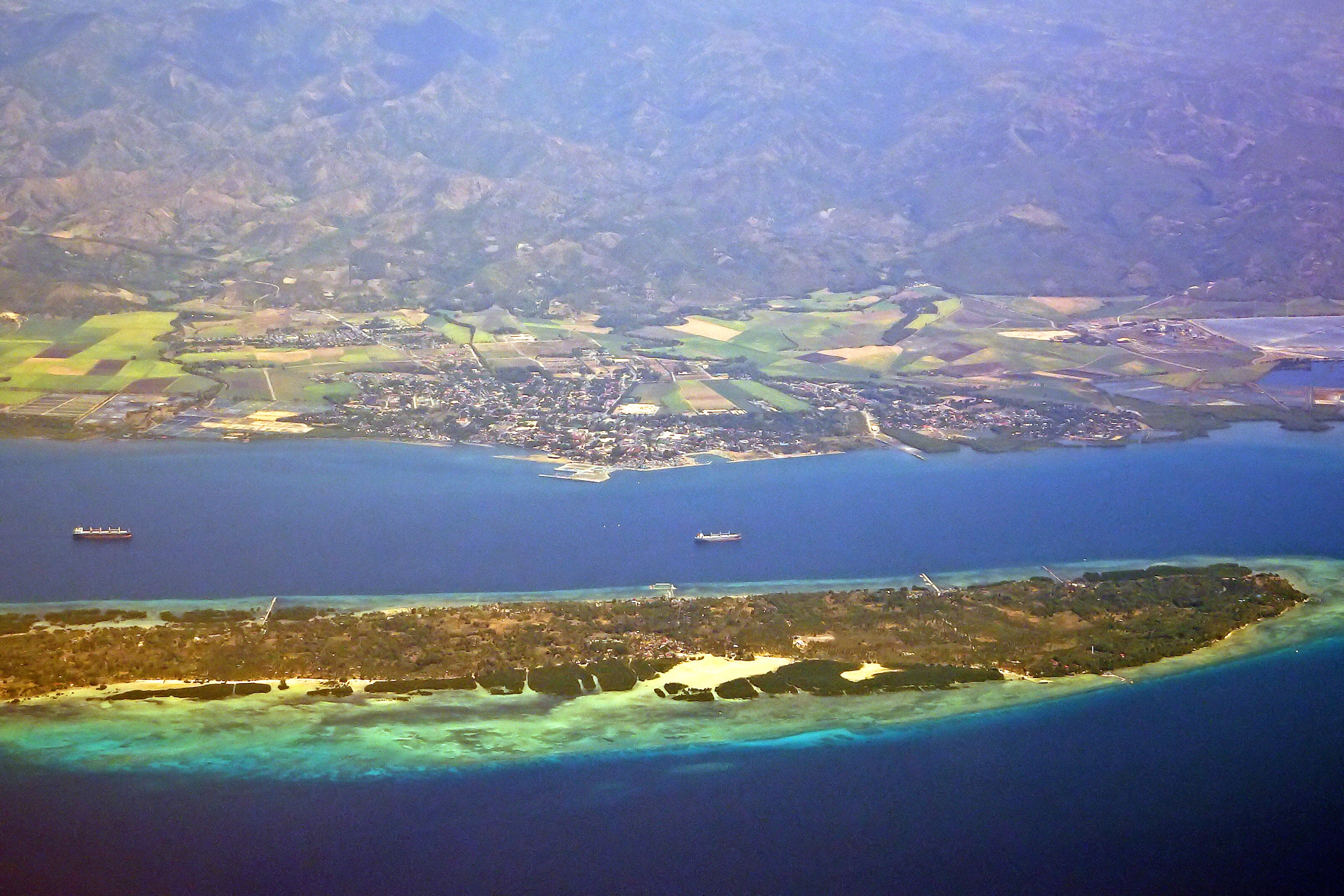
Quang cảnh San Carlos, Negros Occidental

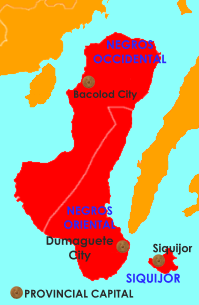
Bản đồ hành chính vùng Negros Island

Vùng này có 3 tỉnh và 19 thành phố. Negros Occidental có nhiều thành phố được công nhận nhất trong số các tỉnh ở Philippines, với 13 thành phố, bao gồm thủ phủ Bacolod, nhưng thành phố này được quản lý độc lập với tỉnh với tư cách một thành phố có mức độ đô thị hóa cao.
Bacolod là trung tâm của vùng đô thị Bacolod (cũng bao gồm các thành phố Talisay và Silay), đây là thành phố đông dân nhất trong vùng và là thành phố lớn thứ 19 trong nước; Dumaguete là thành phố có mật độ dân số đông nhất trong vùng.
Bacolod và Dumaguete đều là trung tâm khu vực của vùng.
| Tỉnh or HUC                                                                                    | Tỉnh or HUC                            | Thủ phủ   | Dân số (2020) | Dân số (2020) | Diện tích | Diện tích | Mật độ | Mật độ | Thành phố | Muni. | Bgy.  |
|                                                                                                |                                        |           |               |               | km2       | sq mi     | /km2   | /sq mi |           |       |       |
| ---------------------------------------------------------------------------------------------- | -------------------------------------- | --------- | ------------- | ------------- | --------- | --------- | ------ | ------ | --------- | ----- | ----- |
| Bản mẫu:Country data Negros Occidental                                                         | Bản mẫu:Country data Negros Occidental | Bacolod   | 63,1%         | 2.623.172     | 7.802,54  | 3.012,58  | 340    | 880    | 12        | 19    | 601   |
| Bản mẫu:Country data Negros Oriental                                                           | Bản mẫu:Country data Negros Oriental   | Dumaguete | 34,5%         | 1.432.990     | 5.385,53  | 2.079,36  | 270    | 700    | 6         | 19    | 557   |
| Bản mẫu:Country data Siquijor                                                                  | Bản mẫu:Country data Siquijor          | Siquijor  | 2,5%          | 103.395       | 337,49    | 130,31    | 310    | 800    | 0         | 6     | 134   |
| Bacolod                                                                                        | †                                      | —         | 14,4%         | 600.783       | 162,67    | 62,81     | 3.700  | 9.600  | —         | —     | 61    |
| Tổng cộng                                                                                      | Tổng cộng                              | Tổng cộng | Tổng cộng     | 4,760,340     | 14,140.74 | 5.459,77  | 340    | 880    | 19        | 44    | 1.353 |
| † Bacolod là một thành phố đô thị hóa cao; số liệu không bao gồm trong tỉnh Negros Occidental. |                                        |           |               |               |           |           |        |        |           |       |       |

### Thành phố
- †  Trung tâm vùng

| Thành phố   | Dân số (2020) | Diện tích | Diện tích | Mật độ | Mật độ | Hạng đô thị    | Hạng thu nhập | Tỉnh              |
|             |               | km2       | sq mi     | /km2   | /sq mi |                |               |                   |
| ----------- | ------------- | --------- | --------- | ------ | ------ | -------------- | ------------- | ----------------- |
| † Bacolod   | 600.783       | 162,67    | 62,81     | 3.700  | 9.600  | Đô thị hoá cao | 1             | Negros Occidental |
| Bago        | 191.210       | 401,20    | 154,90    | 480    | 1.200  | Thành phần     | 2             | Negros Occidental |
| Bais        | 84.317        | 319,64    | 123,41    | 260    | 670    | Thành phần     | 3rd           | Negros Oriental   |
| Bayawan     | 122.747       | 699,08    | 269,92    | 180    | 470    | Thành phần     | 1             | Negros Oriental   |
| Cadiz       | 158.544       | 524,57    | 202,54    | 300    | 780    | Thành phần     | 2             | Negros Occidental |
| Canlaon     | 58.822        | 170,93    | 66,00     | 340    | 880    | Thành phần     | 4             | Negros Oriental   |
| † Dumaguete | 134.103       | 33,62     | 12,98     | 4.000  | 10.000 | Thành phần     | 2             | Negros Oriental   |
| Escalante   | 96.159        | 192,76    | 74,43     | 500    | 1.300  | Thành phần     | 4             | Negros Occidental |
| Guihulngan  | 102.656       | 388,56    | 150,02    | 260    | 670    | Thành phần     | 5             | Negros Oriental   |
| Himamaylan  | 116.240       | 367,04    | 141,71    | 320    | 830    | Thành phần     | 3             | Negros Occidental |
| Kabankalan  | 200.198       | 697,35    | 269,25    | 290    | 750    | Thành phần     | 1             | Negros Occidental |
| La Carlota  | 66.664        | 137,29    | 53,01     | 490    | 1.300  | Thành phần     | 4             | Negros Occidental |
| Sagay       | 148.894       | 330,34    | 127,54    | 450    | 1.200  | Thành phần     | 3             | Negros Occidental |
| San Carlos  | 132.650       | 451,50    | 174,33    | 290    | 750    | Thành phần     | 2             | Negros Occidental |
| Silay       | 130.478       | 214,80    | 82,93     | 610    | 1.600  | Thành phần     | 3             | Negros Occidental |
| Sipalay     | 72.448        | 379,78    | 146,63    | 190    | 490    | Thành phần     | 4             | Negros Occidental |
| Talisay     | 108.909       | 201,18    | 77,68     | 540    | 1.400  | Thành phần     | 4             | Negros Occidental |
| Tanjay      | 82.642        | 276,05    | 106,58    | 300    | 780    | Thành phần     | 4             | Negros Oriental   |
| Victorias   | 90.101        | 133,92    | 51,71     | 670    | 1.700  | Thành phần     | 4             | Negros Occidental |

## Nhân khẩu

### Ngôn ngữ
Ngôn ngữ bản địa của vùng Negros Island là:
- Cebuano được nói ở phía đông Negros Occidental, Negros Oriental và Siquijor.
- Hiligaynon, được nói ở phần lớn vùng Negros Occidental và một số nơi của Negros Oriental gần ranh giới giữa hai tỉnh này.
- Carolan là ngôn ngữ của người Ati trên vùng cao nguyên giữa Negros Occidental và Negros Oriental.
- Magahat là ngôn ngữ của người Ati ở vùng núi phía nam Negros Oriental.
- Tagalog được nói ở Negros Occidental, Negros Oriental và Siquijor.